# George Smythe (7e vicomte Strangford)
George Smythe, 7e vicomte Strangford (16 avril 1818 - 23 novembre 1857), est un homme politique conservateur britannique, mieux connu pour son association avec Benjamin Disraeli et le mouvement de Young England. Il sert brièvement comme sous-secrétaire d'État aux Affaires étrangères en 1846 sous Robert Peel.

## Jeunesse et éducation
Smythe est né à Stockholm, en Suède, fils de Percy Smythe, 6e vicomte Strangford, et d'Ellen Burke, fille de Thomas Burke, baronnet. Il fréquente la Tonbridge School et le Collège d'Eton, puis est admis au St John's College de Cambridge .

## Carrière politique
Le père de Smythe est l'ami de Disraeli dans les années 1830 et parraine ce dernier pour le Carlton Club (avec Lord Chandos). Le jeune Smythe croyait au type de toryisme romantique adopté par Lord John Manners. Tous deux sont fortement influencés par Frederick William Faber, un disciple de John Henry Newman, chef du mouvement d'Oxford. Disraeli et Smythe se connaissent depuis le plus jeune âge grâce au père de ce dernier, mais c'est à la Chambre des communes que les deux sont devenus proches. Smythe siège comme député de Canterbury de 1841 à 1852, date de sa défaite. Avec Disraeli, Manners et Alexander Baillie-Cochrane (1er baron Lamington), ils constituent «Young England», une faction du Parti conservateur qui, en épousant un toryisme romantique, est souvent en contradiction avec l'administration modérée et pro-business du Premier ministre Robert Peel.

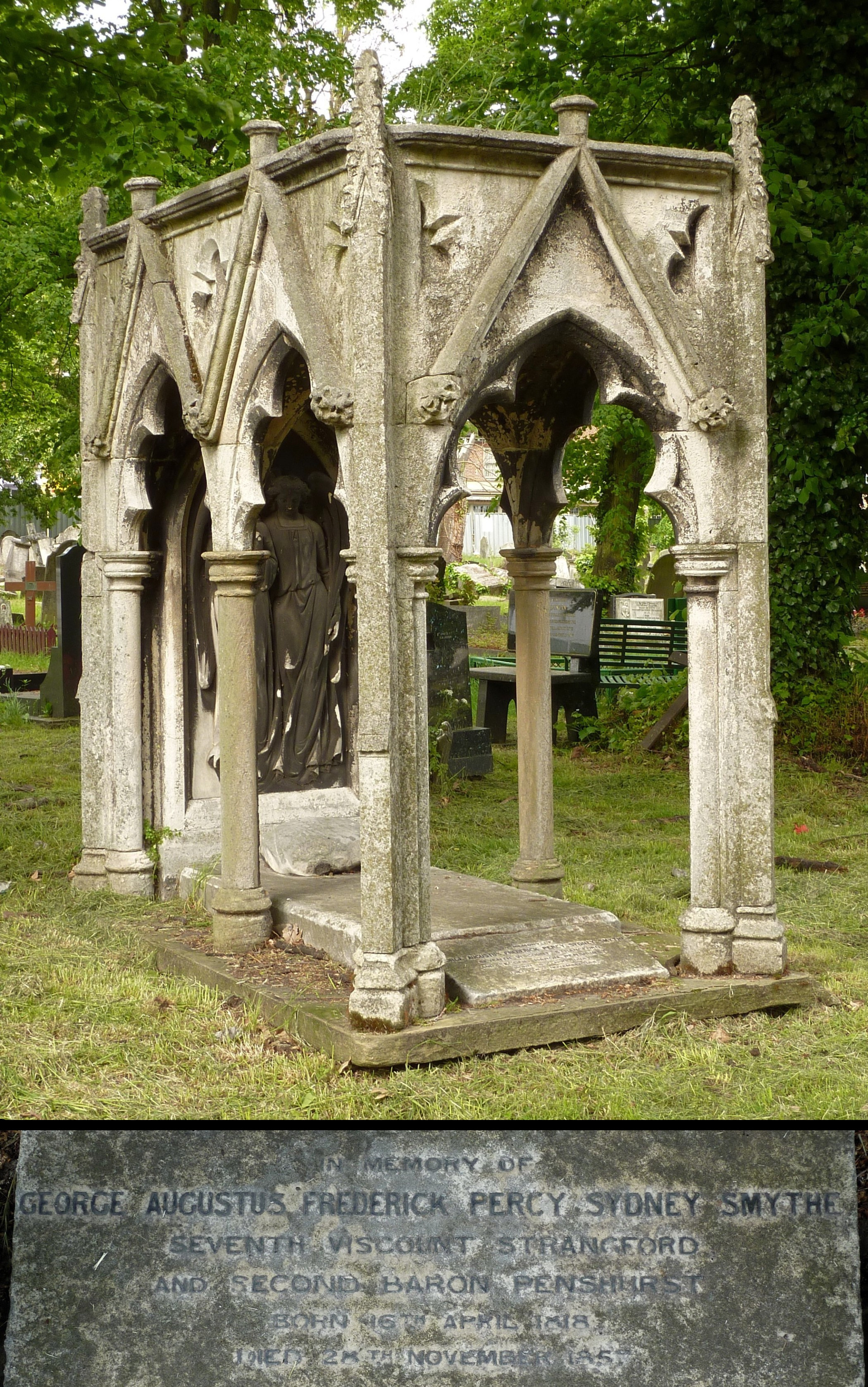
La tombe de Smythe au Cimetière de Kensal Green, Londres, photographié en 2014

Le mouvement 'jeune Angleterre' a finalement éclaté sur la subvention Maynooth. En 1845, Peel propose d'augmenter la subvention annuelle accordée au séminaire catholique de Maynooth, en Irlande. Smythe, peut-être sous la pression de son père, soutient Peel, tout comme Lord John Manners. Disraeli, alors en rébellion ouverte contre Peel, s'est opposé à la subvention. Lord Blake, biographe de Disraeli, note que le discours de Disraeli est "essentiellement ad hominem " et que Disraeli a un "mauvais dossier". En janvier 1846, Smythe accepte un poste mineur dans le gouvernement de Peel en tant que sous-secrétaire d'État aux Affaires étrangères. Néanmoins, Smythe et Disraeli sont apparemment restés des amis proches jusqu'à la mort du premier. Le personnage principal dans le roman de Disraeli Coningsby est modelé d'après Smythe.
Comme son père, Smythe a des goûts littéraires. En 1844, il écrit Historic Fancies, un recueil de poèmes et d'essais, et son roman Angelo Pisani est publié à titre posthume, avec un mémoire de l'auteur en 1875.
La carrière de Smythe est brisée plus tard en 1846 quand il est surpris dans un pavillon d'été avec Dorothy Walpole, 21 ans, fille de Horatio Walpole (3e comte d'Orford). Des ragots de journaux ont allégué qu'il l'avait mise enceinte, puis refusé de l'épouser. Lady Dorothy est mariée à la hâte à un cousin âgé. Au XIXe siècle, la ruine sociale et politique allait souvent de pair. Lors de sa dernière apparition électorale en 1852, Smythe se bat en duel avec son collègue député, le colonel Romilly (la dernière rencontre de ce type en Angleterre) et perd les élections.

## Vie privée
Smythe hérite de la pairie de son père en 1855 et est décédé le 27 novembre 1857 à l'âge relativement jeune de 39 ans à Bradgate House, Groby, Leicestershire. Son titre passe à son frère cadet, Percy Smythe (8e vicomte Strangford).